# ヴェラ (小惑星245番)
ヴェラ (245 Vera) は小惑星帯にある比較的大きな小惑星である。1885年にインドのマドラス（現：チェンナイ）でノーマン・ポグソンによって発見された。名前の由来については不明。